# Zelandobius maculata
Zelandobius maculata is een steenvlieg uit de familie Gripopterygidae. De wetenschappelijke naam van de soort is als Leptoperla maculata voor het eerst geldig gepubliceerd in 1910 door Hare, maar geldt als nomen dubium.